# 游戏报
《游戏报》是晚清时期由李宝嘉（李伯元）在上海创办的著名小报，在中国早期报业中商业性与娱乐性较为突出。
该报于1896年创刊，约于1910年停止发行，共出版发行5000号。《游戏报》开启了上海创办小报的风潮，后来上海成为小报最集中的城市。之后创立的小报包括《金刚钻》、《罗宾汉》、《福尔摩斯》、《晶报》、《繁华世界》、《寓言报》等。

## 创始人
创始人李宝嘉，职业报人，职业小说家，清末四大小说家之一。字伯元，别号南亭亭长，又号游戏主人，1867年（同治六年）生于山东，祖籍江苏武进，因积劳成疾卒于1906年（光绪三十二年）。李伯元对报效国家怀有热忱，且颇有才华。据记载，李伯元“学业精进，擅制艺、诗赋，能书画，工词曲，精篆刻，余如金石、音韵、考据之学，无不触类旁通”。。他曾在乡试中中过秀才，但因对功名利禄不是十分热衷，几次放弃进入官场的机会。
其代表作包括《官场现形记》、《活地狱》、《庚子国变弹词》等。《庚子国变弹词》从1902年10月开始在《世界繁华报》上连载，是一部弹词小说，完整地刻画了义和团事件，表达了对八国联军和清政府暴力镇压义和团的控诉，以及对民众投身到救亡图存运动中来的期望。《官场现形记》自1903年4月开始在《世界繁华报》上连载，采用现实主义表现手法描写了三十余个相对独立的官场故事，是一部抨击封建官僚制度和清政府统治的谴责小说，在当时产生了一定的社会影响。
李宝嘉被认为是小报界鼻祖。他在1896年进入《指南报》（中国新闻史上第一份小报）承担编辑工作，并于次年离开《指南报》，转而自己创办《游戏报》。1901年3月，正当《游戏报》发展鼎盛时期，李宝嘉选择将其转手给他人，另创《世界繁华报》。于1903年开始担任《诱像小说》半月刊主编。
根据山西大学教授欧阳健的研究，由李宝嘉在《世界繁华报》附印的作品《庚子国变弹词》和《官场现形记》可以看出，李宝嘉转手《游戏报》原因之一在于其意识到同类小报竞争会更加激烈的前景，从而主动转变；原因之二在于庚子国变之后清政府开展的庚子新政使李宝嘉看到新的希望，因此将着眼点转向世界整体格局，创立办报宗旨与《游戏报》相区别的《世界繁华报》。《世界繁华报》以时事为核心内容，道德教化功能更加明显，旨在帮助民众了解外部世界，激发民众的民族忧患意识甚至是促进行为转化。

## 背景
晚清的上海位于中国传统文化与西方文明汇合之处，是中国最早开始进行现代化的城市之一。上海商品经济发展迅速，重商风气蔓延，娱乐行业发展较快，租界范围内政治环境相对宽松，在此条件吸引下，上海租界中的华人数量由1853年的大约500人发展到1865年的148809人。随着新式士人阶层和市民阶层的壮大，上海文化产品生产巨增，报业如雨后春笋般发展起来，文化中的商业性与娱乐性也逐渐加强。
西方人在上海创立的众多新闻事业，为中国本土报业带来了近代意义上的新闻理念、内容、形式、技术、管理和运作方法等，培养起中国第一批近代化的报人，对上海报业发展产生了促进作用。从19世纪60年代起，上海成为全国新闻中心。
十九世纪末，日本对清政府发动带有侵略性质的甲午战争。在清政府惨败并签订了不平等条约《马关条约》后，李宝嘉写道：“国家瓜分之祸迫在眉睫，非大声疾呼，不能使全国上下觉悟，而欲唤起群众，须以报纸为宣传利器。”在主编《指南报》之时，李宝嘉曾因报道江苏提督谭青崖在上海嫖娼的丑闻承受政治压力，觉察官场积弊之深，便转而采用更加安全的“曲线救国”方法，将《游戏报》作为其实现政治理想的工具。
他于1897年6月24日创立了这份晚清真正意义上的第一份小报，并在其自述《论<游戏报>之本意》中提及自己的根本目的。他眼见国家力量和人民生活条件每况愈下，重利观念腐蚀人心，社会风气日渐沉沦，有志成为在“懵懵懂懂”的民众身旁的“大声疾呼者”，并为使“农工商贾、妇人竖子皆得而观之”，他“不得不假游戏之说，以隐寓劝惩”。

## 特色
《游戏报》的特色包括游戏性、市场性、讽喻色彩和教育性等。
《游戏报》以吃喝玩乐的物质生活为主题，着重宣传“游戏”特色，内容包括时事杂谈、奇闻轶事、坊间传闻等，语言通俗诙谐，迎合了当时市民社会的审美趣味和消费需求，顺应了市场规律。从其文章标题中可看出其具有游戏性、趣味性、娱乐性、消费性、市场性的特色：“二万钱败子晚婚，四百斤赌徒开局”、“鬼摆双胎，网开三面”、“难为小姨十三龄居然生子，妄充大少一百元何必担肩”等。最能体现其游戏性的，应为“开花榜”活动。
《游戏报》创报不久便组织了开“花榜”的活动，这是一种通过票选对妓女进行品评的公众娱乐活动。宋代时此活动的雏形开始出现，明代中期真正成形。1897年《游戏报》第一次组织“开花榜”的活动，并将活动大致分为举荐提名、民主选举和公开结果三个步骤。当时的妓女分为书寓、三长、么二、野鸡、花烟间、台基、钉棚等。其中书寓是最高级别，往往不仅外貌出众，还都在琴棋书画等方面有所专长，李宝嘉开花榜的候选人就在书寓当中。

“开花榜”为名列前茅的妓女带来了较好的声誉，李宝嘉通过邀请名人站台点评等营销策划手段吸引了社会关注，为《游戏报》创造了可观的经济收益。日本汉学家内藤湖南曾在1899年的中国之旅后，在其作品《禹域鸿爪记》中记录道：“上海报纸虽有汉英数种，发行无一上万者，《申报》资格最老，七千左右；《新闻报》、《中外日报》次之，三千左右；《沪报》一千上下；《苏报》更少。独小报《游戏报》发售至万以上。”一时间《游戏报》供不应求，其他小报纷纷模仿《游戏报》。《新世界报》总编奚燕子在1917年举办的群芳选举大会是新中国成立前最大的一次妓女选美活动，妓女冠芳拔得头筹，获得“花国”大总统称号。
“开花榜”对《游戏报》产生的正面影响，也在一定程度上传递到上海的报业发展状况上，对这种新兴媒介形式的发展起到促进作用。政治、经济、文化、社会等多方面的优势使得上海成为我国晚清民初时期的报业中心和最大的信息集散地之一。
从“开花榜”活动中亦可看出，李宝嘉虽怀有爱过救国热情和正气凛然的办报精神，但是随着《游戏报》逐渐发展，李宝嘉亦从市场视角出发，积极主动关注并满足读者的爱好与消费需求，从传统文人转变为商业性影响深重的职业媒体人。比如说，他个人并不喜欢妓女林黛玉，但由于大量读者的忠实拥护，《游戏报》对其进行了大量正面报道。
另一方面，李宝嘉将报纸命名为“游戏”，实际目的是“隐寓惩戒”，借此表达对社会与政治乱象的不满。在李宝嘉看来，社会的破碎、重组过程中面临着道德沦丧的问题，而一本正经的道德说教效果不佳。出于可行性的考虑，他最终选择用“游戏”这一形式包装他的政治社会理想，通过比喻和讽刺暗示自己的观点。
在小品文《国子监生上孔方兄小启》中，李宝嘉借国子监生身份与政治立场的矛盾来讽刺清政府的腐朽统治；在社会事务领域，李宝嘉曾撰写过一篇关于赌鬼和嫖鬼之间通信的小说，其两者生前家破人亡之惨象来告诫世人。他发表的《碰和解》、《游民传》、《叩头虫传》、《滑头文—仿八股体》等，都借用讽喻地表达了其劝世醒世的意图。
“开花榜”活动对上海高级妓女的道德问题的独特关注亦有一定教育意义。在《金宝仙不愿登榜》一文中，李宝嘉首次提出花榜不仅要评选色艺，还要关注品格。在后来的花榜活动中，李宝嘉制定的评选标准里未包括“四不骈”、“五忌”、“六不取”等严格精确的标准。但是，从史实来看，比如《海上花列传》中沈小红的例子，李宝嘉并未真正放弃这种观念。比起文人，当时的妓女对马夫和戏子更加青睐，这种青睐甚至要冒着违背传统歧视、承受社会压力的风险。但实际上，妓女中间道德观念的转变与社会整体道德的转变密切相关，暗示着租界范围内传统文化秩序的摇摇欲坠。
“开花榜”活动曾让李宝嘉受到质疑和抨击，被指责品行和办报宗旨颇不端正。也有人因此认为，李宝嘉的“游戏”说是提升报纸品位以免失去读者的策略。

## 历史
1897年6月24日，《游戏报》创刊。
1897年，第一次举办花榜评选活动，拉动《游戏报》报纸销量、广告投入的大幅增长。
1897年9月5日，发表中国第一篇电影评论《观美国影戏记》。其中写道：“曾见东洋影灯，以百步作障，对面置一器如照相具。燃以电光，以小小玻璃片插入其中，影射以障，山水则峰峦万叠，人物则须眉毕现，衣服、玩具无不一一如真。”上海民众通过该报类似的文章对西方文明获得一定了解。
1897年11月21日，《游戏报》刊登李宝嘉文章《官场奉五字秘诀》，讽刺官场腐败现象。
1898年1月1日，《游戏报》刊登李宝嘉文章《日本国名士喻言》，文章写道：“德占胶州，俄据旅顺，法乘琼岛，英窥舟山，其怠如恶痨，犹之病在膏之上肓之下”，直指国家面临的困窘境地。
1901年，随着小报之间竞争的日益激烈，李宝嘉在《游戏报》发展强劲之时将其转手他人，转而创立《世界繁华报》。